# Аренте (Козенца)
Аренте је насеље у Италији у округу Козенца, региону Калабрија.
Према процени из 2011. у насељу је живело 660 становника. Насеље се налази на надморској висини од 175 м.